# Verbo anticausativo
Un verbo anticausativo es un tipo de verbo inacusativo (y, por tanto, también intransitivo) que se refiere a un evento que afecta al sujeto (o participante único), sin dar ninguna indicación sintáctica o semántica de la causa del evento. El único participante de esa prediación verbal, el sujeto es un paciente, es decir, sufre el efecto de la acción. Puede asumirse que existe una causa o agente causal, pero la estructura sintáctica de estos verbos hace imposible o poco natural expresar explícitamente en la oración esa causa. Ejemplos típicos de verbos anticausativos son romperse, hundirse, moverse, etc.
Los verbos anticausativos como se ha dicho son un tipo especial de verbos inacusativos, aunque los términos se usan generalmente como sinónimos, algunos verbos inacusativos son más obviamente anticausativos, mientras que otros (caerse, morirse) lo son en menor grado; todo depende de si la causa se define o tiene que ver con un agente animado y consciente (¿caerse significa 'ser acelerado por la gravedad hacia abajo' o 'ser empujado por alguien'? ¿Es la edad avanzada un agente causal para la acción de morirse?).

## Verbos anticausativos en diversas lenguas

### Inglés
En inglés, muchos anticausativos son de la clase de "verbos alternantes ambitrasitivos", donde la alternancia entre formas transitivas e intransitivas produce un cambio de la posición del paciente (en la forma transitiva el objeto directo es un paciente, mientras que en la forma intransitiva es un sujeto paciente), por ejemplo:
He broke the window. → The window broke.
'Rompió la ventana' → 'La ventana se rompió'
Some pirates sank the ship. → The ship sank.
'Algunos piratas hundieron el barco' → 'El barco se hundió'
La voz pasiva no es una construcción anticausativa nunca. En la voz pasiva, el agente causal es relegado de su posición de argumento nuclear (sujeto), pero puede opcionalmente ser marcado mediante un adjunto sintáctico (en inglés este adjunto es usualmente un sintagma preposicional introducido por by). En los ejemplos anteriores las formas:
The window was broken 'La ventana fue rota'
The ship was sunk 'El barco fue hundido'
sugieren claramente la existencia de una causa, sin mencionarla explícitamente.

### Lenguas romances
En lenguas romances muchos verbos anticausativos se forman mediante una forma "pseudo-reflexiva" usando un pronombre clítico (que es idéntico al pronombre reflexivo) por ejemplo en español se usa una construcción con se:
El vidrio se quebró.
Se está hundiendo el barco.
Otro ejemplo tomado del francés:
Les poissons se pêchaient et se vendaient.
'Los peces se pescaban y se vendían"

### Lenguas eslavas
En lenguas eslavas, el uso es esencialmente el mismo que en las lenguas romances, por ejemplo en croata se tiene también una partícula se:
Staklo se razbilo.
'El vidrio se hizo añicos'